# Vlag van Heerlen

vlag van de gemeente Heerlen

De vlag van Heerlen is op 7 februari 1966 vastgesteld als de gemeentelijke vlag van de Limburgse gemeente Heerlen. Na de gemeentelijke fusie van Heerlen en Hoensbroek op 1 januari 1982 werd naast de gemeentenaam Heerlen ook de vlag gehandhaafd.
De officiële beschrijving luidt:
Een vierkant doek van blauw met in het midden een gele Romeinse adelaar, geplaatst in de verhouding  2  : 1.
De vlag bestaat uit een blauwe achtergrond met een gele Romeinse adelaar in het midden. De blauwe achtergrond verwijst naar de handel en industrie binnen de gemeente, terwijl de adelaar naar de ontwikkeling van Heerlen gedurende de eerste vier eeuwen van onze jaartelling verwijst. 
De kleuren van de vlag en de adelaar zijn ontleend aan het wapen van Heerlen dat in 1964 is verleend. Na een wijziging van het wapen bleef de vlag gehandhaafd. In december 2019 werd met het Heerlens vlaggenplan de vlag nieuw leven ingeblazen. De gemeente is voornemens de vlag op alle openbare gebouwen te laten wapperen.

## Eerdere vlaggen
Sierksma vermeldt in 1962 het gebruik van twee officieuze vlaggen, waarvan de oudste twee horizontale banen van rood en wit heeft en de nieuwere twee banen van geel en blauw. De herkomst van de eerste vlag is onbekend; die van de tweede vlag is een onjuiste interpretatie van het oude gemeentewapen.

## Verwante afbeeldingen

Het eerste wapen van Heerlen (1867)
Het wapen van Heerlen (1964)
Officieuze vlag van Heerlen
Officieuze vlag van Heerlen
Onofficiële rechthoekige vlag variant van Heerlen

Beek 
· Beekdaelen 
· Beesel 
· Bergen 
· Brunssum 
· Echt-Susteren 
· Eijsden-Margraten 
· Gennep 
· Gulpen-Wittem 
· Heerlen 
· Horst aan de Maas 
· Kerkrade 
· Landgraaf 
· Leudal 
· Maasgouw 
· Maastricht 
· Meerssen 
· Mook en Middelaar 
· Nederweert 
· Peel en Maas 
· Roerdalen 
· Roermond 
· Simpelveld 
· Sittard-Geleen 
· Stein 
· Vaals 
· Valkenburg aan de Geul 
· Venlo 
· Venray 
· Voerendaal 
· Weert